# Augustins
Pour les articles homonymes, voir Augustin.

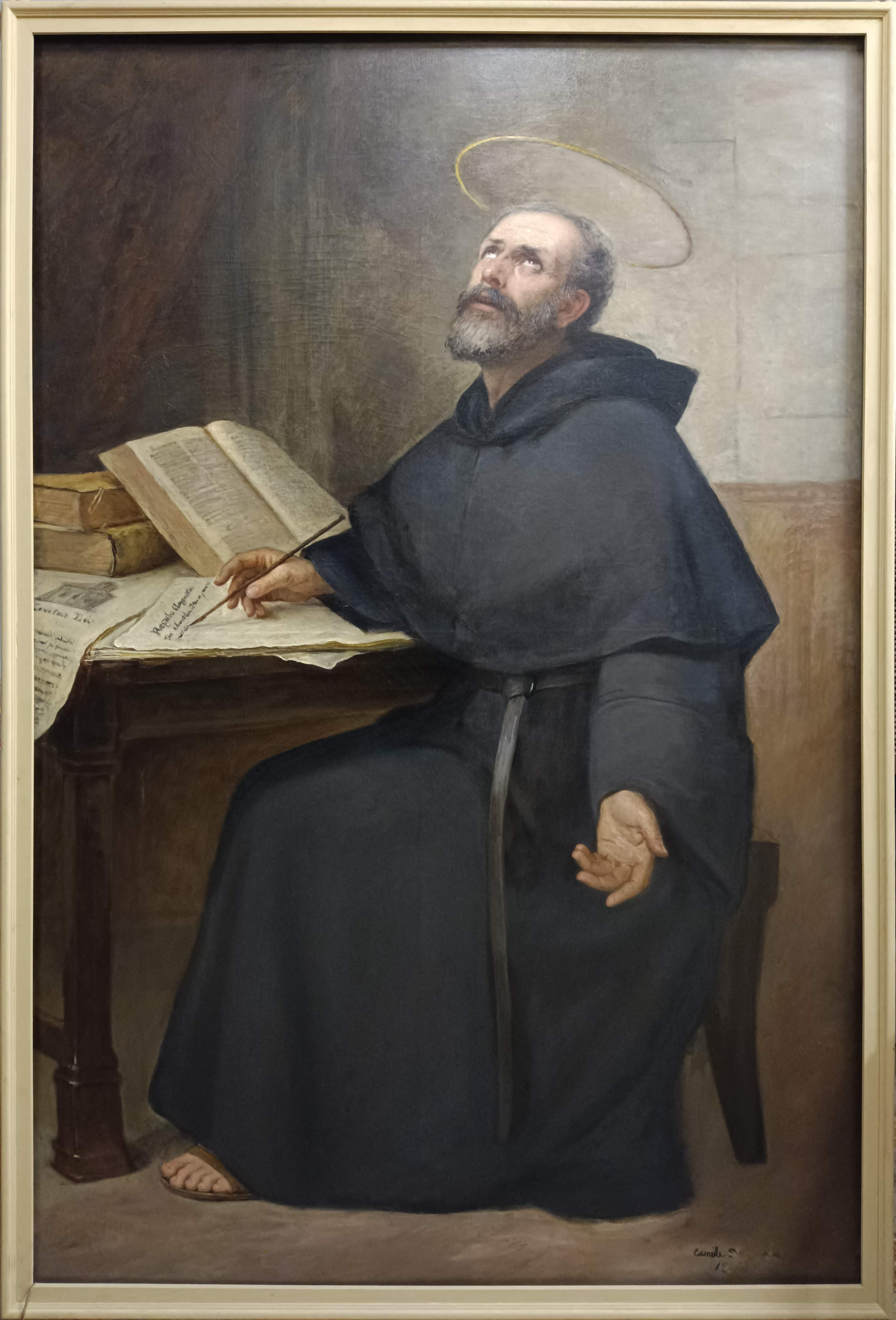
Saint Augustin rédigeant la règle et La Cité de Dieu en habit des Augustins.

Les augustins et augustines sont les religieux et religieuses vivant selon la règle de saint Augustin. Cette règle est une lettre authentique d'Augustin d'Hippone donnant des normes de vie religieuse communes à une communauté d'hommes (non identifiée), mais qui n'a rien à voir avec les amis groupés autour de lui, dont il parle dans ses Confessions. Augustin lui-même n'a jamais eu l'intention de fonder un ordre religieux au sens institutionnel du terme.
Plusieurs familles religieuses de nature différente se réfèrent à Augustin. Les unes portent directement son nom et forment un ordre spécifique comme l'ordre de Saint-Augustin [O.S.A.], anciennement dénommé « l’ordre des ermites de Saint-Augustin » [O.E.S.A.], d'autres comme les chanoines réguliers de Saint-Augustin [C.R.S.A.]. D'autres encore suivent sa règle tout en adoptant en plus des constitutions propres qui précisent certains détails de l'organisation de leur vie, par exemple les Dominicains ou  plus récemment les Assomptionnistes.

## Spiritualité augustinienne «Unitas in Caritas»
La spiritualité augustinienne animant les Augustins inclut divers mots-clés tels que l'intériorité, la prière, la recherche de Dieu, la correction fraternelle, le bien commun, l'unité dans le Christ et la grâce. Robert Dodaro résume ces aspects par le terme sacramentum caritatis c’est-à-dire un « signe sacré » indiquant une réalité, ici l’Amour de Dieu. Augustin voulait créer ce signe pour ses communautés monastiques, il l’a présenté au peuple d'Hippone dans sa prédication et réalisé dans sa vie d’évêque.  
L'idéal communautaire d'Augustin se fonde sur l’imitation de la communauté décrite dans les Actes des Apôtres, possédant un seul cœur et une seule âme à l’image du Dieu unique et trine et mettant toutes choses en commun parmi les biens matériels et spirituels. Lorsque la communauté des croyants reconnaît que son plus grand trésor est le partage commun de Dieu, « dont ils sont devenus les temples » ; alors la réalisation de l'idéal d'Augustin prend place dans l'histoire et ainsi tous les autres biens mis en commun trouvent leur juste place.
Le concept éclairant l’idéal augustinien est le "Christus Totus", comprenant le Christ comme le Corps du Christ, tant dans la Tête que dans ses membres. Augustin fonde son enseignement principalement sur le concept paulinien du Corpus Christi présent dans la première lettre de Paul aux Corinthiens « vous êtes le corps du Christ et ses membres, chacun pour sa part ». Augustin insiste sur la présence du Christ dans la communauté et en chaque individu, soulignant l'importance de l'amour mutuel, du service, du partage des joies et des peines. Pour Augustin, Jésus-Christ se manifeste dans notre monde de trois manières : comme Dieu, coéternel et égal au Père ; comme le Verbe incarné, médiateur et chef de l'Église ; comme le Christ tout entier dans la plénitude de l'Église. Le sacrement de l’Eucharistie lors de la messe s’en trouve éclairé puisqu’il rend visible le Christ Totus, tête et membres. La distinction entre le Christ et ses membres consiste dans le fait que le Christ est le Sauveur et ses membres ont été sauvés.
Pour réaliser l’idéal, la notion de la grâce, don gratuit de Dieu, est nécessaire dans une spiritualité augustinienne.

## Ordres masculins
| Abbr.    | Nom officiel                          | Nom commun       | Nom en latin                                 |
| -------- | ------------------------------------- | ---------------- | -------------------------------------------- |
| A.A.     | Augustins de l'Assomption             | Assomptionnistes | Congregatio Augustinianorum ab Assumptione   |
| C.R.S.A. | Chanoines réguliers de saint Augustin |                  | Ordo Canonicorum Regularium Sancti Augustini |
| O.A.D.   | Ordre des Augustins déchaux           | Augustins        | Ordo Augustiniensium Discalceatorum          |
| O.A.R.   | Augustins récollets                   | Récollets        | Ordo Augustinianorum Recollectorum           |
| O.E.S.A. | Ermites de saint Augustin             |                  | Ordo Eremitarum Sancti Augustini             |
| O.S.A.   | Ordre de Saint-Augustin               |                  | Ordo Fratum Sancti Augustini                 |

### Les chanoines réguliers de saint Augustin (C.R.S.A.)
Dès le haut Moyen Âge, le pouvoir séculier et ecclésiastique entreprit de réformer la vie du clergé de certaines églises en le plaçant sous l'autorité de la règle de saint Augustin ou de Chrodegang, évêque de Metz.
Ce mouvement conduit à organiser la vie de chanoines réguliers de saint Augustin (C.R.S.A.). Certaines de ces communautés se développèrent autour de centres de pèlerinage et de dévotion, comme Saint-Sernin de Toulouse, Saint-Amable de Riom ou Saint-Maurice d'Agaune, ou en fonction de finalités caritatives ou apostoliques particulières inspirées par des personnalités charismatiques tels les chanoines du Grand-Saint-Bernard, les chanoines de Saint-Victor de Paris, d'Arrouaise, de Saint-Ruf, etc.

### Les ordres nouveaux duXIIIesiècle
Au concile de Latran IV (1215), l'Église prescrit aux ordres nouveaux de choisir entre les règles monastiques traditionnelles ou la règle de saint Augustin. Tous les mouvements nouveaux qui ne voulaient pas être astreints à la stabilité monastique ou à ses conditions économiques adoptèrent donc la règle de saint Augustin comme texte fondamental, tout en y associant des statuts conformes à leur vocation particulières. Ainsi fit saint Dominique pour les frères prêcheurs.

### Ordre de saint Augustin (O.E.S.A puis O.S.A.)
L'ordre de saint Augustin (auparavant ermites de Saint Augustin en latin Ordo Eremitarum Sancti Augustini) forment un ordre mendiant appelé aussi ordre des grands augustins. Le 9 avril 1256 par la bulle Licet ecclesiæ catholicæ, le pape Alexandre IV décida de regrouper et d'organiser selon les principes de la règle de saint Augustin plusieurs groupuscules issus de l'érémitisme du XIIe siècle. Il les plaça sous la direction de Lanfranc. L'ordre fut définitivement approuvé lors du deuxième concile de Lyon en 1274. Les augustins se vouaient surtout à la prédication, rivalisant avec les dominicains. Ils portaient à l'origine un vêtement gris comme les franciscains. Ils prirent dans la suite un vêtement noir ou blanc, à larges manches, attaché autour du corps par une ceinture de cuir.
Répondant à l'attente générale, le pape Sixte V nomme Gregorio Petrocchini (1535-1612) supérieur général de l'ordre lors du chapitre célébré à Rome en 1587, après la mort du P. Spirito Vicentini, avant de le créer cardinal, lors du consistoire du 20 décembre 1589.
À Paris, les grands augustins ou augustins chaussés, établis dès 1259, ne relevaient que de Rome. Leur couvent situé sur l'emplacement de la rue Dauphine actuelle, servit souvent aux assemblées du clergé et du parlement. À Paris, quatorze d'entre eux desservaient la chapelle des Louanges de la rue dite « des Petits-Pères », bâtie en 1609 par Marguerite de Valois et devenue par la suite chapelle de l'hôpital de la Charité.
À Toulouse, le couvent des augustins de Toulouse a toujours abrité des ermites de Saint-Augustin depuis la fin du XIIIe siècle.

#### Congrégations agrégées à l'Ordre
Plusieurs congrégations sont agrégées à l'Ordre dans une union spirituelle de collaboration bénéfique. « Tous sont unis par un lien spirituel intime et constituent un seul corps sous notre père saint Augustin. Ils utilisent des rites liturgiques similaires, ils partagent les mêmes grâces spirituelles, mais surtout, d'un seul esprit et d'un seul cœur tournés vers Dieu, ils maintiennent le même but et le même idéal, à savoir « l'édification du corps du Christ » »
Les Augustins de l'Asssomption créés à Nîmes en 1845 sont seulement agrégés à l'Ordre de Saint Augustin depuis le 22 mars 1927. Les tentatives d'union demandé par le Saint-Siège furent infructueuses. Elle essaya à ses débuts un rapprochement manifesté dans le chapitre général de 1862. Le chapitre de 1886 précisa qu'une union devrait préserver les constitutions.

### Les autres ordres dans la famille augustine

#### L'ordre des augustins récollets (O.A.R.)

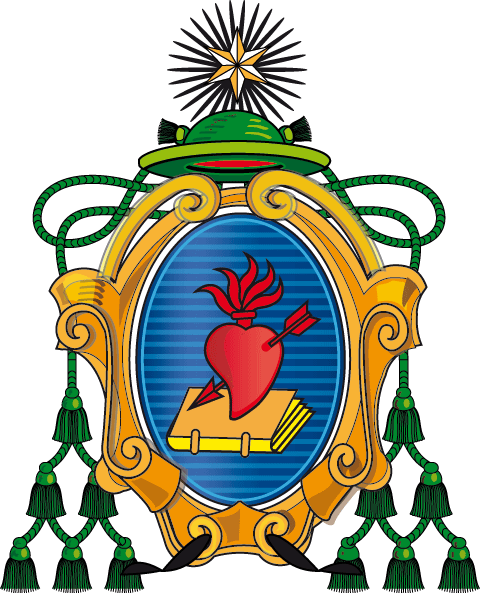
Symboles des Agustins Recollets.

En décembre 1588, un groupe de prêtres augustins se sont rencontrés au chapitre de Tolède pour demander une maison pour ceux qui voudraient vivre plus la vie de prière. Le chapitre a approuvé la demande et l'ordre des augustins récollets. Après 38 ans, la province est élevée au niveau d'une congrégation. Ça veut dire qu'il peut se diviser en ses propres provinces. Et parmi les premières missions de la congrégation sont celles de la Columbie (où ils sont connus comme les pères Candelaries) et des Philippines. Depuis l'occupation espagnole aux Philippines, les augustins récollets (ou simplement les récollets) sont un des ordres qui évangélisent les îles.
Finalement, le Vatican a élevé la congrégation au niveau d'un ordre mendiant en 1912 et elle devenue la dernière parmi les ordres mendiants du monde. Aujourd'hui, il y a environ de 1200 religieux récollets dans le monde entier (dont environ 900 sont prêtres). Il existe aussi plusieurs congrégations pour les femmes, par exemple les sœurs augustines récollets à Manille.
À part des groupes religieux, il existe aussi la Fraternité séculière augustin récollets pour les laïcs et les Jeunes augustins récollets. La présence des augustins récollets est plus forte en Espagne, aux Philippines et en Colombie.

#### Les augustins déchaussés ou augustins déchaux (O.A.D.) (Petits Pères)
Ordre mendiant issu d'une réforme de l'ordre des ermites de Saint-Augustin ; par imitation de la réforme des carmes ils se distinguaient des grands augustins par le fait de marcher pieds nus : cette branche, née en 1574 de la réforme du Portugais Thomas de Jésus, se répandit bientôt en France et en Italie. Les religieux de la congrégation française (XVIIe siècle) étaient familièrement appelés petits pères pour les distinguer des grands augustins. François Amet et Matthieu de Sainte-Françoise-romaine introduisirent la réforme en France dans la première décennie du XVIIe siècle. Comme tous les religieux, ils font les trois vœux de pauvreté, chasteté et obéissance ; ceux de la congrégation d'Italie font en plus celui d'humilité. Ils comptent environ 185 membres dans le monde. La branche de France s'est éteinte à la Révolution.
À Paris, après avoir acquis une partie du fief de la Grange-Batelière, les augustins déchaussés ou Petits Pères occupaient le couvent de Notre-Dame-des-Victoires, fondé par Louis XIII le 9 décembre 1629. Ils faisaient partie de la province dite de France qui, avec celles de Dauphiné et de Provence, constituait la congrégation de France des augustins déchaussés. L'ordre, arrivé en France depuis l'Italie, s'est rapidement implanté en Dauphiné et en Provence. L'installation dans le Nord du Royaume a été plus compliquée puisqu'une première tentative pour ouvrir un couvent à Paris entre 1610 et 1615 s'est soldée par un échec. La fondation royale de 1629 a permis aux religieux d'essaimer dans les villes alentour (Saint-Germain-en-Laye, Clairefontaine, Rouen…), mais cette expansion s'est achevée dès le milieu du XVIIe siècle.
Les Petits Pères obtinrent plusieurs réformes adoucissant leurs constitutions très austères. La dernière, en 1746, les autorisa à porter des chaussures. Ils changèrent alors de nom et prirent celui d'augustins réformés. Après près d'un siècle de stabilité, l'ordre a rencontré des difficultés de recrutement et a subi, comme d'autres, des fermetures ordonnées par la commission des réguliers. Les couvents restants, y compris celui de Paris, ont été fermés comme à la Révolution française et les religieux se sont alors dispersés. L'église Notre-Dame-des-Victoires, rouverte au culte sous l'Empire, est devenue une paroisse puis, au XIXe siècle, un lieu de pèlerinage réputé.

## Les ordres féminins
| Abbr.    | Nom officiel | Nom commun        | Nom en latin                                |
| -------- | --- | ----------------- | ------------------------------------------- |
| A.M.     | Sœurs augustines missionnaires |                   |                                             |
| A.R.V.   | Augustines récollettes du Sacré-Cœur de Jésus |                   | Augustiniorum Recollectorum in Venetiola    |
| C.B.M.V. | Chanoinesses de Saint-Augustin de la Congrégation Notre-Dame |                   | Congregatio Beatæ Mariæ Virginis            |
| O.S.M.   | Ordre des Servites de Marie | Servites de Marie | Ordo Servorum Beatæ Virginis Mariæ          |
| O.SS.S.  | Ordre de Sainte-Brigitte | Brigittines       | Ordo Sanctissimi Salvatoris Sanctæ Brigittæ |
| O.S.U.   | Ordre de Sainte-Ursule | Ursulines         | Ordo Sanctæ Ursulæ                          |
| V.S.M.   | Ordre de la Visitation | Visitandines      | Ordo Visitationis Beatissimæ Mariæ Virginis |
| A.M.J.   | Augustines de la miséricorde de Jésus |                   |                                             |
|          | Augustines de l'ordre de la Pénitence de la Madeleine, devenues sœurs augustines de Saint-Magloire                                                                         |                   |                                             |
|          | Augustines de Notre-Dame de Paris (née en 1977 de l'union des augustines de l'Hôtel-Dieu de Paris (VIIe siècle) et des augustines du Précieux Sang d'Arras (XIIIe siècle)) |                   |                                             |
|          | Augustines du Saint-Cœur de Marie d'Angers |                   |                                             |
|          | Augustines de l'Immaculée-Conception de Cambrai |                   |                                             |
|          | Augustines de Meaux (XIIIe siècle) |                   |                                             |
|          | Sœurs de Notre-Dame-de-l'Église |                   |                                             |

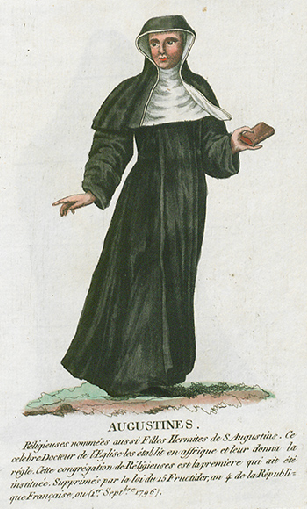
Augustines.

Placées également sous le vocable de Saint-Augustin, les augustines suivent la règle que donna saint Augustin à un monastère fondé par sa sœur à Hippone, se vouent à la garde des malades et au service des hôpitaux et portent une robe noire serrée par une ceinture de cuir.
L'Hôtel-Dieu de Paris était desservi par des augustines.
Depuis lors, d'autres ordres se sont mis sous l'égide de saint Augustin :
- Les Servites de Marie ;
- Les Ursulines ;
- Les Sœurs de la Visitation ;
- Les Sœurs augustines missionnaires, congrégation fondée en Espagne ;
- Les Augustines de la Miséricorde de Jésus, congrégation fondée à Dieppe vers 1562 qui s'est développé en deux fédérations française et canadienne ;
- Les Augustines de l'ordre de la Pénitence de la Madeleine fondées par Jean Tisserand et dont les statuts furent faits par Jean-Simon de Champigny évêque de Paris devenues sœurs augustines de Saint-Magloire ;
- Les Augustines de Notre-Dame de Paris ; congrégation née en 1977 de l’union des augustines de l’Hôtel-Dieu de Paris (VIIe siècle) et des augustines du Précieux Sang d’Arras (XIIIe siècle) ;
- Les Augustines du Saint Cœur de Marie d’Angers ; fondée par mère Sainte Victoire en 1834 ;
- Les Augustines de l’Immaculée-Conception de Cambrai ;
- Les Augustines de Meaux (XIIIe siècle) ;
- Les Chanoinesses de Saint-Augustin de la congrégation Notre-Dame fondée en 1597 par Alix Le Clerc et Pierre Fourier ;
- Les Sœurs de Notre-Dame-de-l’Église, congrégation fondée en 1952 au Togo par Mgr Joseph Strebler ;
- L'Ordre de Sainte-Brigitte (Sœurs brigittines).